# Juan Bautista Torales
Juan Bautista Torales, surnommé Téju (né le 9 mars 1956 à Luque, Asuncion) est un footballeur paraguayen. 

## Biographie
Il était défenseur au Club Libertad et en équipe du Paraguay avec laquelle il a remporté la Copa América en 1979 et disputé la coupe du monde 1986. 
Il compte 77 sélections et 1 but entre 1979 et 1989.